# Michaił Lesin
Michaił Jurjewicz Lesin (ros. Михаил Юрьевич Лесин; ur. 11 lipca 1958 w Moskwie, zm. 5 listopada 2015 w Waszyngtonie) – rosyjski polityk, były doradca Władimira Putina.
Pochowany na Cmentarzu Wostriakowskim w Moskwie.